# Rhaphidophora versteegii
Espèce
Rhaphidophora versteegii est une espèce de la famille des Araceae que l'on trouve en Nouvelle-Guinée et dans l'archipel Bismarck.

## Historique
Rhaphidophora versteegii a été décrite en 1910 à partir de plantes présentes en Nouvelle-Guinée.

## Description
Rhaphidophora versteegi est une grande plante grimpante robuste, pachycaule, hétérophylle capable d'atteindre une taille de 20 m. Les plantes pré-adultes poussent en colonies. Les plantes adultes sont composées de tiges fleuries accrochées, non ramifiées et avec un feuillage dense. Les tiges sont lisses, vert moyen, avec des cataphylles et des prophylles persistantes qui prennent une coloration jaune foncée en séchant et se dégradant en restes parcheminés. Les entre-nœuds ont une taille de 1 à 4 cm de long pour 0,4 à 2,5 cm de large. Les racines permettant d'enserrer leur portoir sont denses et émergent des nœuds et des entre-nœuds. Ces racines sont lisses et en séchant laissent un épiderme parcheminé.
Les feuilles sont distiques. Les cataphylles et les prophylles sont chartacées, c'est-à-dire qu'elles ont un aspect de parchemin et elles se dégradent en bandes de tissus et fibres faibles aux extrémités des pousses fleuries. Le pétiole est en forme de canal et a une taille de 8 à 48 cm pour une largeur de 0,4 à 0,8 cm. Le pétiole est lisse et comprend des mouchetures denses sombres faibles à plutôt proéminentes. Le geniculum apical est proéminent tandis que le geniculum basal très grand mais pas proéminent. La gaine du pétiole s'étend jusqu'au geniculum apical. Elle est large, chartacée, et peu persistante. Comme les autres éléments de cette plante, elle se dégrade en bandes papyracées et en fibres clairsemées, puis tombe. La marge foliaire a une taille de 2,5 cm à 7,5 cm de long pour 3 à 6,5 cm. Elle est cordiforme, chartacé avec une base cordée et des lobes postérieurs qui se chevauchent. L'apex du limbe est obtus et finement apiculé. Le limbe foliaire adulte entier est parfois peu à beaucoup perforé. Ces perforations ont une forme elliptiques à rhombiques et s'étendent sur environ un quart de toute la largeur du limbe de chaque côté de la nervure médiane. La forme du limbe est ovale-elliptique à oblong-lancéolé ou oblong-elliptique. Le limbe est légèrement oblique. Sa longueur est de 33 à 57 cm et sa largeur de 9,5 cm à 27 cm. La couleur des limbes foliaires est gris-vert pâle à vert vif. La base du limbe est arrondie à aiguë et son apex aigu à acuminé. La nervure médiane est bien visible sur la face inférieure et affleurante vers cette face. La nervure primaire est pennée, fortement relevée abaxiale et faiblement si adaxiale. Les nervures inter-primaires sont sous-parallèles aux primaires et moins proéminentes. Les nervures secondaires sont faiblement réticulées.
Ses inflorescences groupées sous-tendues par une prophylle chartacée proéminentes et sous-tendues par des cataphylles chartacées ressemblent à celles d'une nouvelle espèce de Rhaphidophora, l'espèce R. megasperma,. La synflorescence entière émerge d'une masse de restes de cataphylles chartacées séchées. Le pédoncule est mince à gros et cylindrique. Le pédoncule est partiellement à complètement masqué par des cataphylles. Il a une taille de 4 à 12 cm à 0,2 à 0,8 cm. Le spathe est mince et en forme de canoë, au bec peu ou pas robuste, et d'une taille de 5 à 10,5 cm de long pour 1 à 2 cm. Les spathe est charnu et rigide avec des parois très épaisses (jusqu'à 1 cm à l'extrémité) et de couleur jaune à jaune vert. Le spadice est robustement cylindrique, sessile, et inséré presque à niveau sur le pédoncule. Sa taille est 3 à 9,5 cm sur 1 à 1,5 cm. Il est blanc à l'anthèse mâle. La région stylaire est conique et le stigmate punctiforme et très saillant.

## Distribution
On retrouve l'espèce Rhaphidophora versteegii en Papouasie-Nouvelle-Guinée et notamment en Nouvelle-Guinée et dans l'archipel Bismarck. On retrouve aussi cette plante en Indonésie dans la forêt tropicale humide de Harapan,.

## Habitat
Rhaphidophora versteegii  pousse principalement dans le biome tropical humide, dans la forêt tropicale primaire à secondaire de plaine à basse montagne sur argiles et limons.

## Taxonomie
Le nom correct complet (avec auteur) de ce taxon est Rhaphidophora versteegii Engl. & K.Krause,. Le nom est notamment accepté par l'autorité du Royal Botanic Gardens.
Rhaphidophora versteegii a pour synonyme, :
- Rhaphidophora ledermannii Engl. & K.Krause

Le botaniste britannique Peter C. Boyce place cette espèce Rhaphidophora versteegii dans un groupe comprenant Rhaphidophora guamensis, Rhaphidophora spathacea, Rhaphidophora waria et Rhaphidophora australasica  qu'il nomme « Groupe Spathacea (Hollrungii) ». Selon lui, ce groupe est un des neuf groupes du genre Rhaphidophora et celui-ci comprend des espèces présentes à Guam, en Australie, en Nouvelle-Guinée et en Micronésie. Cette espèce tout comme les autres espèces du genre Rhaphidophora fait partie de la famille des Araceae.